# Joseph Fortuné Cuny
Pour les articles homonymes, voir Cuny.
Joseph Fortuné Marie Antoine Cuny est un homme politique français né le 6 novembre 1773 à Quimperlé (Finistère) et mort le 8 mars 1845 au même lieu.

## Biographie
Avoué, maire de Quimperlé, il est député du Finistère en 1815, pendant les Cent-Jours.

## Sources
- « Joseph Fortuné Cuny », dans Adolphe Robert et Gaston Cougny, Dictionnaire des parlementaires français, Edgar Bourloton, 1889-1891 [détail de l’édition]